# .club
.club — общий домен верхнего уровня, отличная площадка для создания тематического сообщества и форумов. Cуществует с 2014 года.
Домен .club подходит для сайтов спортивных клубов, развлекательных заведений, клубов по интересам, фан-клубов, а также для различных онлайн-сообществ и форумов.